# Lista dos governadores dos Países Baixos meridionais

Brasão de armas dos Países Baixos dos Habsburgos.

O governador ou governador-geral dos Países Baixos Espanhóis (ou dos Países Baixos dos Habsburgo) era um representante nomeado pelo Sacro Imperador Romano (1504-1556), o rei da Espanha (1556-1598, 1621-1706) e o arquiduque da Áustria (1716-1794), para administrar os Países Baixos Burgúndios da Casa de Habsburgo nos Países Baixos quando o monarca estava ausente do território. O papel dos governadores-gerais mudou significativamente ao longo do tempo: inicialmente tutores e conselheiros do Imperador Carlos V, que vivia no Palácio de Coudenberg, serviram como generais durante a Guerra dos Oitenta Anos entre o Reino de Espanha e a República Holandesa. Freqüentemente, o governador-geral era um parente próximo dos monarcas austríacos ou espanhóis, embora em outras ocasiões nobres espanhóis ou alemães ocupassem o cargo. O governador-geral geralmente ficava baseado em Bruxelas.

## Países Baixos Espanhóis
- Reinado de Filipe II de Espanha
  - 1555-1559 : Emanuel Felisberto
  - 1559-1567 : Margarida de Parma
  - 1567-1573 : Fernando Álvarez de Toledo y Pimentel, 3.º Duque de Alba
  - 1573-1576 : Luis de Requesens y Zúñiga
  - 1576-1578 : João de Áustria
  - 1578-1592 : Alexandre Farnésio, Duque de Parma e Placência e Duque de Castro
  - 1592-1594 : Peter Ernst von Mansfeld[1][2][3]
  - 1594-1595 : Ernesto, Arquiduque da Áustria
  - 1595-1596 : Pedro Henriquez d'Azevedo y Toledo, Conde de Fuentes
- Reinado de Filipe III de Espanha
  - 1598-1621 : Alberto VII da Áustria e Isabel Clara Eugénia da Áustria
- Reinado de Filipe IV de Espanha
  - 1621-1633 : Isabel Clara Eugénia da Áustria
  - 1633-1634 : Francisco de Moncada, Marquês de Aytona
  - 1634-1641 : Fernando de Habsburgo
  - 1641-1644 : Francisco de Melo, conde de Assumar
  - 1644-1647 : Manuel de Moura Corte Real, Marquês de Castelo Rodrigo
  - 1647-1656 : Leopoldo Guilherme da Áustria
  - 1656-1659 : Juan de Espanha
  - 1659-1664 : Luis de Benavides Carillo, Marquês de Caracena
  - 1664-1668 : Francisco de Moura Corte Real, Marquês de Castelo Rodrigo
- Reinado de Carlos II de Espanha
  - 1668-1670 : Iñigo Melchior Fernandez de Velasco y Tovar, Duque de Feria
  - 1670-1675 : Juan Domingo de Zuñiga y Fonseca, Conde de Monterrey e Fuentes
  - 1675-1677 : Carlos de Gurrea, duque de Villa Hermosa
  - 1678-1682 : Alexandre Farnésio
  - 1682-1685 : Ottone Enrico del Carretto, Marquês de Grana
  - 1685-1692 : Francisco Antonio de Agurto, Marquês de Gastañaga
  - 1692-1701 : Maximiliano II Emanuel, Eleitor da Baviera
- Reinado de Filipe V de Espanha
  - 1701-1704 : Isidoro de la Cueva y Benavides, Marquês de Bedmar
  - 1704-1706 : Maximiliano II Emanuel, Eleitor da Baviera
- Guerra da Sucessão Espanhola
  - 1706-1714 : Conselho de Estado

## Países Baixos Austríacos
- Reinado de Carlos VI
  - 1715-1716 : Joseph Lothar von Königsegg-Rothenfels
  - 1716-1724 : Eugênio de Saboia
  - 1724-1725 : Wirich Philipp von Daun
  - 1725-1741 : Maria Isabel da Áustria
- Reinado de Maria Teresa da Áustria
  - 1741-1743 : Friedrich August, Conde de Harrach-Rohrau
  - 1743-1744 : Karl Ferdinand, Conde de Königsegg-Erps
  - 1744-1746 : Carlos Alexandre de Lorena
- Ocupação francesa
  - Maurício da Saxónia
- Reinado de Maria Teresa da Áustria
  - 1748-1749 : Antoniotto de Botta-Adorno
  - 1749-1780 : Carlos Alexandre de Lorena
- Reinado de José II
  - 1780-1781 : Georg Adam von Starhemberg
  - 1781-1790 :  Maria Cristina, Duquesa de Teschen e Alberto Casimiro, Duque de Teschen
- Revolução do Brabante
- Reinado de Leopoldo II
  - 1791-1792 : Maria Cristina, Duquesa de Teschen e Alberto Casimiro, Duque de Teschen
- República Francesa
- Reinado de Francisco I
  - 1793-1794 : Carlos, Duque de Teschen